# Usina Hidrelétrica Jaguari
A Usina Hidrelétrica Jaguari está localizada no Rio Jaguari, entre os municípios de Jacareí e São José dos Campos (SP). O acesso à usina hidrelétrica é feito pela BR-116 - Rodovia Presidente Dutra km 165.

## Características
Sua potência instalada é de 27,6 MW distribuída por duas unidades geradoras com turbinas Francis.
Seu reservatório tem 56 km²  de extensão e sua principal finalidade é permitir o controle da vazão do Rio Jaguari, afluente do Rio Paraíba do Sul, que é fornecedor de água para várias cidades, tanto do Vale do Paraíba, no Estado de São Paulo, quanto do Estado do Rio de Janeiro.